# Ariane Labed
Ariane Labed (n. 8 de mayo de 1984, Atenas) es una actriz y directora de cine francesa nacida en Grecia.
En 2010 participó en la película Attenberg, de Athina Rachel Tsangari, y recibió de manos de Quentin Tarantino, entonces presidente del jurado de la Mostra de Venecia 2010, el premio a la mejor interpretación femenina.

## Biografía
Hija de padres franceses, Ariane Labed vivió seis años en Atenas, la capital de Grecia. Los siguientes seis años los vivió en Alemania, para llegar al fin a Francia con doce años. Cursó estudios de Teatro en la Universidad de Provence y colaboró en la creación del grupo de teatro Vasistas, dirigido por el griego Argyro Chioti. Luego de esto, Labed volvió a Grecia, casi sin hablar la lengua. Su intención inicial era solo pasar nueve meses en el país. La invitación de Athina Rachel Tsangari para rodar la película Attenberg cambió todo. Se quedó tres años y conoció a Yorgos Lanthimos, su marido. Actualmente vive en Londres, desde hace unos años.
En 2013, en la Mostra de Venecia, fue miembro del jurado del Premio Luigi de Laurentis, presidido por la realizadora Haifaa Al-Mansour. También participó en la película de Richard Linklater, Before Midnight, protagonizada por Julie Delpy y Ethan Hawke.
En 2014 ganó el premio de interpretación femenina del Festival International de Locarno 2014 por la película Fidelio, la odisea de Alice. Aclamada por la crítica, la película de Lucie Borleteau ha recibido también una mención en la 20.ª edición de los premios Lumières.
En 2019 su primer cortometraje como directora y guionista, Olla, fue seleccionado para la Quincena de Realizadores de Cannes.
En 2024 presenta su primer largometraje como directora, Septiembre dice basada en la novela Hermanas de Daisy Johnson estrenada en Una cierta mirada  del festival de Cannes y en la Seminci. En la película engarza una atmósfera plúmbea, gótica, con turbulencias relacionadas con ser mujer en el siglo XXI y con la migración.  “en Hermanas resultaba muy atractiva la exploración de la complejidad femenina y de las modernas estructuras familiares, justo dos temas que yo buscaba para mi salto a la dirección” ha explicado en la presentación de su película en Valladolid.

## Teatro
- Faust de Johann Wolfgang von Goethe (Atenas, 2008).
- Alceste, de Eurípides (Atenas, 2009).
- Platonov de Antón Chéjov, dirigida por Yorgos Lanthimos (Atenas, 2011).

## Filmografía

### Cine
| Año  | Título                     | Papel                                | Dirección                      | Notas                                             |
| ---- | -------------------------- | ------------------------------------ | ------------------------------ | ------------------------------------------------- |
| 2010 | Attenberg                  | Marina                               | Athina Rachel Tsangari         |                                                   |
| 2011 | Alps                       | La gimnasta                          | Yorgos Lanthimos               |                                                   |
| 2012 | The Capsule (en)           |                                      | Athina Rachel Tsangari         | Cortometraje                                      |
| 2013 | Before Midnight            | Anna                                 | Richard Linklater              |                                                   |
| 2013 | Une place sur la terre     |                                      | Fabienne Godet                 |                                                   |
| 2014 | Intimate Semaphores        | Laurel                               | T. J. Misny                    | Cortometraje (segmento High and Dry)              |
| 2014 | Love island                |                                      | Jasmila Žbanić                 |                                                   |
| 2014 | Fidelio, l'odyssée d'Alice | Alice                                | Lucie Borleteau                |                                                   |
| 2014 | Magic Men                  | Maria                                | Guy Nattiv y Erez Tadmor (he)  |                                                   |
| 2015 | The Lobster                |                                      | Yorgos Lanthimos               |                                                   |
| 2015 | Préjudice                  | Caroline                             | Antoine Cuypers                |                                                   |
| 2015 | The Forbidden Room (en)    | Alicia Warlock / la femme de chambre | Guy Maddin                     |                                                   |
| 2015 | Malgré la nuit             | Hélène                               | Philippe Grandrieux            |                                                   |
| 2016 | Assassin's Creed           | Maria                                | Justin Kurzel                  |                                                   |
| 2016 | Voir du pays               | Aurore                               | Delphine Coulin, Muriel Coulin |                                                   |
| 2016 | Seances                    |                                      | Guy Maddin                     |                                                   |
| 2018 | María Magdalena            | Raquel                               | Garth Davis                    |                                                   |
| 2019 | The Souvenir               | Garance                              | Joanna Hogg                    |                                                   |
| 2019 | Olla                       |                                      | Ariane Labed                   | Cortometraje Debut en la dirección y guionista    |
| 2021 | The Souvenir Part II       | Garance                              | Joanna Hogg                    | Premiere en la Quincena de Realizadores de Cannes |
| 2023 | The Vourdalak              | Sedenka                              | Adrien Beau                    |                                                   |
| 2023 | Avant l'effondrement       | Fanny                                | Benoît Volnais - Alice Zeniter |                                                   |
| 2024 | Swimming Home              | Older Zsofia                         | Justin Anderson                |                                                   |
| 2024 | The Brutalist              | Kitti                                | Brady Corbet                   |                                                   |
| 2024 | Septiembre dice            |                                      | Ariane Labed                   | ficha                                             |

### Televisión
| Año  | Título       | Papel    | Dirección    | Canal         | Notas                           |
| ---- | ------------ | -------- | ------------ | ------------- | ------------------------------- |
| 2016 | Black Mirror | Catarina |              | Netflix       | Episodio 3.5 "Men Against Fire" |
| 2018 | Ad Vitam     | Odessa   |              | Arte, Netflix | Miniserie                       |
| 2020 | Trigonometry | Ray      |              | BBC Two       | Miniserie                       |
| 2021 | H24          |          | Ariane Labed | Arte Tv       | 1 Capítulo                      |
| 2021 | L'Opéra      | Zoe      |              | OCS           | 2 temporadas                    |

## Premios y distinciones
| Año  | Premios                                   | Categoría                     | Película                   | Resultado |
| ---- | ----------------------------------------- | ----------------------------- | -------------------------- | --------- |
| 2010 | Festival Internacional de Cine de Venecia | Coppa Volpi a la Mejor actriz | Attenberg                  | Ganadora  |
| 2011 | Academia del cine griego                  | Mejor actriz                  | Attenberg                  | Ganadora  |
| 2014 | Festival Internacional de cine de Locarno | Mejor actriz                  | Fidelio, l'odyssée d'Alice | Ganadora  |
| 2015 | 20.º Premios Lumières                     | Actriz revelación             | Fidelio, l'odyssée d'Alice | Nominada  |
| 2016 | 40.os Premios César                       | Actriz revelación             | Fidelio, l'odyssée d'Alice | Nominada  |